# Lenka Marušková
Lenka Marušková, née Lenka Hyková le 2 février 1985 à Plzeň, est une tireuse sportive tchèque. 

## Palmarès
- Jeux olympiques[1]
  -  Médaille d'argent en tir rapide au pistolet à 25 mètres en 2004 à Athènes

- Championnats du monde de tir
  -  Médaille d'argent en pistolet à 25 mètres en 2010 à Munich
  -  Médaille d'argent en pistolet à 25 mètres en 2010 à Munich